# Romain Montiel
Romain Montiel, né le 22 avril 1995 à Manosque, est un footballeur français. Il évolue au poste d’attaquant à l'US Créteil-Lusitanos.

## Biographie

### Carrière en club
Originaire de Manosque, il arrive au centre de formation d’Auxerre en 2010 et signe son premier contrat professionnel en janvier 2016 avec son club formateur. Le 3 juin 2014, il remporte la Coupe Gambardella.
Il dispute son premier match professionnel avec l'AJ Auxerre le 8 janvier 2016 contre Valenciennes (1-1).
Entre 2016 et 2017, il dispute 20 matchs avec l'équipe professionnelle en Domino's Ligue 2 (3 buts) ainsi que 34 matchs avec l'équipe B évoluant en National 2 (13 buts).

#### AJ Auxerre (2016-2019)
Pour la préparation du début de saison 2019-2020, il fait partie du groupe de l'AJ Auxerre qui participe au stage à Munster, en Alsace.

#### Prêt au FC Chambly-Oise (2017-2018)
Le 29 août 2017, il est prêté au FC Chambly, club évoluant en National, jusqu'à la fin de la saison, afin de lui permettre d'obtenir du temps de jeu. L'attaquant de l'AJA n'ayant pas réussi à s'imposer en début de saison. Le samedi 7 octobre 2017, pour sa première apparition avec Chambly lors du cinquième tour de la Coupe de France, il inscrit 5 buts (dont un pénalty) lors du match face à Labourse (D2). Le 17 avril 2018, il s’incline en demi-finale de la Coupe de France 2017-2018 face aux Herbiers 2 à 0. Il marque 8 buts lors de la Coupe de France 2017-2018, et 9 en championnat.

#### Prêt au Mans FC (2018-2019)
Le 30 août 2018, le jeune attaquant auxerrois prolonge son contrat jusqu’en 2020 avec son club formateur et est prêté au Mans FC (club de National, 3e division française) pour la saison 2018-2019,. Le 17 mai 2019, après la victoire 2-1 à domicile face au vice-champion, le FC Chambly, le Mans FC termine 3e de la phase régulière et se qualifie pour le barrage contre le 18e de Domino's Ligue 2, le GFC Ajaccio. Malgré leur défaite à domicile 1-2 lors du match aller, le Mans FC s'impose 0-2 en terre corse et officialise sa montée en Domino's Ligue 2.

#### AS Béziers
Le 28 juin 2019, il s'engage en faveur de l'AS Béziers, club récemment relégué de Ligue 2 en National. Il inscrit son premier but avec son nouveau club lors de la deuxième journée de championnat de National 1, le 9 août 2019 lors de la réception de Bourg-en-Bresse. Il inscrit le but de l'égalisation à la 53e minute de jeu. Son équipe remporte finalement le match 2 à 1.Une blessure l’éloignera pour près de 7 mois dés terrains, son retour sera stoppé pour cause du Coronavirus.

#### Bourg-en-Bresse 01
Le lundi 06 juillet 2020 il signe un contrat de 2 ans au Football Bourg-en-Bresse Péronnas 01, club évoluant en National.  il reste sur une saison pleine avec 27 matches disputés pour 4 buts inscrits et 3 passes décisives délivrées.

#### FC Martigues
Le 08 juin 2022, en fin de contrat et sans proposition de prolongation, il décide s'engage au Football Club de Martigues, club tout juste promu en National. Le samedi 18 mai 2024, il participe à la promotion du club en terminant second du championnat de National; actant ainsi la montée en Ligue 2.

## Statistiques
| Saison                | Club                  | Championnat           | Championnat | Championnat | Coupe nationale | Coupe nationale | Coupe de la Ligue | Coupe de la Ligue | Compétition(s) continentale(s) | Compétition(s) continentale(s) | Compétition(s) continentale(s) | Total | Total |
| Saison                | Club                  | Division              | M.          | B.          | M.              | B.              | M.                | B.                | Comp.                          | M.                             | B.                             | M.    | B.    |
| 2016-2019             | AJ Auxerre            | Ligue 2               | 20          | 0           | 4               | 3               | -                 | -                 | -                              | -                              | -                              | 24    | 3     |
| 2016-2019             | AJ Auxerre B          | National 2            | 34          | 13          | -               | -               | -                 | -                 | -                              | -                              | -                              | 34    | 13    |
| Sous-total            | Sous-total            | Sous-total            | 54          | 13          | 4               | 3               | -                 | -                 | -                              | -                              | -                              | 58    | 16    |
| 2017-2018             | FC Chambly            | National              | 22          | 9           | 5               | 8               | -                 | -                 | -                              | -                              | -                              | 27    | 17    |
| Sous-total            | Sous-total            | Sous-total            | 22          | 9           | 5               | 8               | -                 | -                 | -                              | -                              | -                              | 27    | 17    |
| 2018-2019             | Le Mans FC            | National              | 22          | 4           | -               | -               | -                 | -                 | -                              | -                              | -                              | 22    | 4     |
| Sous-total            | Sous-total            | Sous-total            | 22          | 4           | -               | -               | -                 | -                 | -                              | -                              | -                              | 22    | 4     |
| 2019-2020             | AS Béziers            | National              | 12          | 3           | 4               | 0               | -                 | -                 | -                              | -                              | -                              | 16    | 3     |
| Sous-total            | Sous-total            | Sous-total            | 12          | 3           | 4               | 0               | -                 | -                 | -                              | -                              | -                              | 16    | 3     |
| 2020-2021             | Bourg-en-Bresse 01    | National              | 18          | 6           | -               | -               | -                 | -                 | -                              | -                              | -                              | 18    | 6     |
| 2021-2022             | Bourg-en-Bresse 01    | National              | 25          | 3           | 2               | 1               | -                 | -                 | -                              | -                              | -                              | 27    | 4     |
| Sous-total            | Sous-total            | Sous-total            | 33          | 9           | 2               | 1               | -                 | -                 | -                              | -                              | -                              | 35    | 10    |
| 2022-2023             | FC Martigues          | National              | 33          | 9           | -               | -               | -                 | -                 | -                              | -                              | -                              | 33    | 9     |
| 2023-2024             | FC Martigues          | National              | 15          | 2           | 1               | -               | -                 | -                 | -                              | -                              | -                              | 16    | 2     |
| Sous-total            | Sous-total            | Sous-total            | 48          | 11          | 2               | 1               | -                 | -                 | -                              | -                              | -                              | 50    | 12    |
| Total sur la carrière | Total sur la carrière | Total sur la carrière | 191         | 46          | 17              | 13              | -                 | -                 | -                              | -                              | -                              | 208   | 59    |

## Palmarès
- Coupe Gambardella 2014 avec l'AJ Auxerre
- Demi Finale de Coupe de France 2018 avec le FC Chambly
- 3e de National et barragiste promu en Domino's Ligue 2 en 2019 avec le Mans FC
- 2e de National et promu en Ligue 2 BKT en 2024 avec le FC Martigues